# De Orde van de Drakenridders
De Orde van de Drakenridders (originele titel: La Geste des Chevaliers Dragons) is een Franse stripreeks die werd gecreëerd door scenarist Ange (pseudoniem van schrijversduo 'Anne en Gérard Guéro') en tekenaar Alberto Varanda. Het eerste exemplaar van de reeks verscheen reeds in 1998, zij het in het Frans. Op een Nederlandse vertaling was het wachten tot 2009. De Nederlandstalige versie wordt uitgegeven door uitgeverij Sylvester.
Het is kenmerkend aan de reeks dat er vaak voor een nieuwe tekenaar wordt gekozen. De scenarist blijft steeds behouden.

## Verhaal
De verhalen spelen zich af in een uitgestrekt fantasierijk waar de meeste mensen nog volgens de middeleeuwse principes leven. Deze denkbeeldige wereld wordt meestal gekenmerkt door indrukwekkende steden, al dan niet bestuurd door de priesters van Aman. Vaak zien we ook koningen of keizers terugkomen die zich meestal decadent gedragen en een rijkelijk leven leiden dat ver weg ligt van de burgers, die hun geld over het algemeen verdienen met handeldrijven.
Ieder verhaal start met dezelfde tekst, die de lezer duidelijk maakt waarom de Orde van de Drakenridders werd opgericht. Op een bepaald moment beginnen er overal draken op te duiken. Hoewel het niet expliciet wordt gezegd, wordt wel gesuggereerd dat het opduiken van een draak een manier is van Aman (Aman kan vergeleken worden met God) om zondaars te straffen. Het opduiken van een draak heeft voor omwonenden immers catastrofale gevolgen, aangezien een draak steevast omgeven wordt door een dergelijk hoog magiegehalte, dat hij de realiteit in zijn omgeving verandert. Vaak wordt er gesproken van een kwaadaardige, onzichtbare nevel die groeit naarmate de draak sterker wordt: de Veill. Alles wat zich binnen de Veill bevindt, ondergaat drastische veranderingen. De natuur verandert in een dorre woestenij, dieren verlaten het gebied en mensen worden weerzinwekkende, zielloze monsters. Rondom de draak ontstaan na verloop van tijd edelstenen en goudaders. Niet onregelmatig beslist het bestuur van een stad die zich buiten de Veill bevindt om de draak er nog even te laten zitten alvorens hulp in te roepen, met het oog om later de rijkdommen te kunnen ontginnen. Niet onregelmatig wacht het bestuur hier uit hebzucht te lang mee en is de stad al te dicht benaderd door de Veill om nog gered te kunnen worden. Zodra een draak gedood is, racen veel bewoners dan ook naar daar om de rijkdommen zo snel mogelijk te verzamelen en door te verkopen.
Hoewel er veel verhalen circuleren over middelen waardoor mensen de Veill kunnen trotseren zonder schade op te lopen, is geen ervan waar. Mannen die geloofden dat ze veilig waren voor de Veill door met een maagd de liefde te bedrijven, veranderden alsnog. Ook talismannen maken niet dat je veilig bent voor de Veill. In de loop van de geschiedenis vervaardigden de priesters van Aman meerdere talismannen, waarvan enkele op het eerste gezicht bleken te werken. Tot de grote opluchting van de Orde van de Drakenridders bleken ze achteraf waardeloos: de mannen die ze droegen, transformeerden toch, zij het pas na een langere periode.
Het enige waarop de Veill geen vat heeft zijn vrouwelijke maagden. Toen ze dit, niet lang na het opduiken van de eerste draken merkten, werd de Orde van de Drakenridders opgericht: een orde die uitsluitend uit maagden bestaat die van jongs af worden getraind om ridder te worden en het op te nemen tegen de draken en de vervormde mensen van de Veill. Ridders van de orde bezitten speciale zwaarden die zijn gemaakt met drakenschubben. Deze zwaarden zijn zeer sterke wapens en volgens bijgeloof brengt het ongeluk wanneer iemand het zwaard van een drakenridder tot zich neemt.
Over het algemeen genieten de drakenridders veel respect. De orde is wijd en zijd bekend en op de meeste plaatsen is de intrede van een drakenridder een reden tot feest, omdat dit betekent dat de draak mogelijk weldra verslagen zal worden. Toch heerst er ook veel haat naar de orde toe. De priesters van Aman staan vaak lijnrecht tegenover de orde. Zij zijn er, net zoals veel andere mannen, van overtuigd dat het doden van draken aan mannen moet worden overgelaten. In meerdere verhalen worden er complotten gesmeed om de orde van haar macht te ontdoen en drakenridders uit te schakelen. De orde is bijgevolg erg op zichzelf aangewezen. Ze functioneert als een hechte gemeenschap die enkel optreedt als het hen gevraagd wordt. In tegenstelling tot de priesters van Aman, bemoeit de orde zich niet met politiek. Dat is een heilige regel binnen de rangen van de drakenridders.
Het hoofdkwartier van de Orde ven de Drakenridders is gevestigd in de stad Ishtar.
Indien zelfs de ridders van de orde er niet in slagen om een draak te doden, bijvoorbeeld wanneer deze te sterk geworden is, treden de zusters van wraak op. Er is weinig rond hen geweten, behalve dat ze de draak in zijn nest opzoeken en daar een speciaal ritueel uitvoeren. Dit ritueel resulteert in een enorme, witte lichtbol die zich in een razendsnel tempo over het gehele gebied verspreid en alles binnen de reikwijdte van de Veill in as legt. Niets overleeft en gedurende jaren kan er niets meer groeien. Het optreden van de zusters van wraak is echter het allerlaatste redmiddel. De zusters zijn stuk voor stuk oudere vrouwen. Hoewel het niet wordt vermeld, moeten zij ook maagd zijn omdat ze de draak zeer dicht kunnen benaderen zonder schade op te lopen. Het is niet geweten of de zusters van wraak zelf het ritueel overleven.
Hoewel de priesters van Aman onderzoeken hoe de Veill werkt, is er niet echt consensus over de invloed ervan. Sommige mensen veranderen reeds binnen twee dagen terwijl anderen het weken uithouden alvorens uiterlijke tekenen van verandering te vertonen. Uiterlijke transformaties volgen allemaal wel hetzelfde proces:
Eerst verschijnen er schubben. Vaak komen de eerste schubben voor rond de ogen of op de armen of handen. Langzaam maar zeker verspreiden de schubben zich en worden ook de geestelijke vermogens aangetast. Er vormen zich klauwen en de nek wordt in sommige gevallen langer. Waar vroeger de mond zat, ontstaat een muil met scherpe tanden. Slachtoffers van de Veill gaan zich uiteindelijk gedragen als beesten door geen kledij meer te dragen, het vermogen tot spreken te verliezen en rond te lopen op vier poten, al kunnen ze wel op hun achterpoten staan indien ze dit willen. Ze verslinden alles op hun pad.
Er zijn gevallen bekend waarbij geestelijke vervorming uitbleef en zich enkel lichamelijke veranderingen voltrokken. Het tegenovergestelde bestaat ook: Mensen die geen uiterlijke veranderingen vertonen maar geestelijk wel toegetakeld zijn en krankzinnig zijn geworden. Binnen de orde is het dan ook een hevig punt van discussie in hoeverre ieder individu apart moet bekeken worden alvorens wordt besloten om het te doden. Er waren in de loop van de geschiedenis enkele zeldzame gevallen waarbij personen geen enkele verandering vertoonden. Aanvankelijk dachten de drakenridders dat dit kwam omdat ze een werkende talisman hadden. Dit zou betekenen dat alles waar de Orde van de Drakenridders voor staat wordt ondermijnd omdat de orde overbodig zou worden. Uiteindelijk bleek geen van de talismannen te werken en ging het om mensen die langer weerstand tegen de Veill boden dan verwacht.

## Albums
Volgende albums werden uitgegeven in het Nederlands:
1. Jaïna - Ange/Varanda
2. Akanah - Ange/Briones
3. Het verdoemde land (Oorspronkelijk: Het rijk der doden) - Ange/Guinebaud
4. Brisken - Ange/Briones
5. De paleistuin - Ange/Paty
6. Voorbij de bergen (Oorspronkelijk: Schrik van de berg) - Ange/Sierac
7. De zon terugzien (Oorspronkelijk: Een nieuw begin) - Ange/Démarez
8. Het koor der duisternis - Ange/Meddour
9. Blind - Ange/Ruizgé
10. Naar het licht - Ange/Guiton
11. Alle duizend en één manen - Ange/Looky
12. Ellys - Ange/Cossu
13. Salmyre - Ange/VAX
14. De eerste - Ange/Palma/Cossu/Sentenac
15. De vijand - Ange/Boutin-Gagné
16. De godin - Ange/Cossu
17. Amarelle - Ange/Vax
18. Arsalam - Ange/Vax
19. Tegengif - Ange/Boutin-Gagné
20. Geboorte van een rijk - Ange/Looky
21. De bijl van Ishtar - Ange/Roudier/Martino/Toulhoat/Collignon/De Rochebrune/Sentenac
22. De poort van het noorden - Ange/Alexe
23. De gesloten zee - Ange/Paty
24. Nachten in Haxinandrië - Ange/Collignon
25. De schaduwoorlog - Ange/Martino
26. Elkaar nooit meer zien - Ange/De Rochebrune
27. De Drakonomicon - Ange/Boutin-Gagné
28. Smokkelaar - Ange/Viacava
29. De zusters van de wraak - Ange/De Cock/Looky/Paty/Reis/Ruizgé/Savarese/Vax